# Rodney Dent
Pour les articles homonymes, voir Dent (homonymie).
Rodney Dent, né le 25 décembre 1970, à Edison, en Géorgie, est un ancien joueur de basket-ball américain. Il évolue durant sa carrière au poste de pivot.